# Жуан Новаїш
Жуан Новаїш (порт. João Novais, нар. 10 липня 1993, Віла-Нова-де-Гайя) — португальський футболіст, півзахисник турецького «Аланіяспора».
Виступав також за «Лейшойнш», «Ріу-Аве» та «Брагу».

## Ігрова кар'єра
Народився 10 липня 1993 року в місті Віла-Нова-де-Гайя. Вихованець юнацьких команд футбольних клубів «Порту», «Падроенсі» та «Лейшойнш».
У дорослому футболі дебютував 2012 року виступами за команду останнього, за яку протягом чотирьох сезонів взяв участь у 71 матчі другого португальського дивізіону.
2015 року продовжив кар'єру вже у Прімейрі, де протягом трьох сезонів грав за «Ріу-Аве», після чого у травні 2018 року перейшов до «Браги».

## Статистика виступів

### Статистика клубних виступів
Станом на 7 липня 2017
| Сезон             | Команда           | Чемпіонат         | Чемпіонат | Чемпіонат | Національний кубок | Національний кубок | Національний кубок | Континентальні кубки | Континентальні кубки | Континентальні кубки | Інші змагання | Інші змагання | Інші змагання | Усього | Усього | Усього |
| Сезон             | Команда           | Ліга              | Ігор      | Голів     | Ліга               | Ігор               | Голів              | Ліга                 | Ігор                 | Голів                | Ліга          | Ігор          | Голів         | Ігор   | Голів  |        |
| ----------------- | ----------------- | ----------------- | --------- | --------- | ------------------ | ------------------ | ------------------ | -------------------- | -------------------- | -------------------- | ------------- | ------------- | ------------- | ------ | ------ | ------ |
| 2011–12           | «Лейшойнш»        | СЛ                | 1         | 0         | КП+КПЛ             | 0                  | 0                  |                      | -                    | -                    |               | -             | -             | 1      | 0      |        |
| 2012–13           | «Лейшойнш»        | СЛ                | 18        | 0         | КП+КПЛ             | 1+4                | 0                  |                      | -                    | -                    |               | -             | -             | 23     | 0      |        |
| 2013–14           | «Лейшойнш»        | СЛ                | 21        | 1         | КП+КПЛ             | 2+6                | 0                  |                      | -                    | -                    |               | -             | -             | 29     | 1      |        |
| 2014–15           | «Лейшойнш»        | СЛ                | 31        | 4         | КП+КПЛ             | 1+3                | 0                  |                      | -                    | -                    |               | -             | -             | 35     | 4      |        |
| Усього за Leixoes | Усього за Leixoes | Усього за Leixoes | 71        | 5         |                    | 17                 | 0                  |                      | -                    | -                    |               | -             | -             | 88     | 5      |        |
| 2015–16           | «Ріу-Аве»         | ПЛ                | 16        | 2         | КП+КПЛ             | 3+4                | 0                  |                      | -                    | -                    |               | -             | -             | 23     | 2      |        |
| 2016–17           | «Ріу-Аве»         | ПЛ                | 11        | 0         | КП+КПЛ             | 0+3                | 0                  | ЛЄ                   | 1                    | 0                    |               | -             | -             | 15     | 0      |        |
| Усього за кар'єру | Усього за кар'єру | Усього за кар'єру | 98        | 5         |                    | 27                 | 0                  |                      | 1                    | 0                    |               | -             | -             | 88     | 5      |        |

## Титули і досягнення
- Володар Кубка Португалії (1):

«Брага»: 2020-21
- Володар Кубка португальської ліги (1):

«Брага»: 2019-20